# Lee Mi-sun
Lee Mi-sun (19 de fevereiro de 1979) é uma basquetebolista profissional sul-coreana.

## Carreira
Lee Mi-sun integrou a Seleção Sul-Coreana de Basquetebol Feminino em Pequim 2008, terminando na oitava posição.

## Títulos
- Jogos Asiáticos de 2002: 2º Lugar